# Pointe des Cerces
Pointe des Cerces – szczyt w Alpach Kotyjskich, części Alp Zachodnich. Leży w południowo-wschodniej Francji w regionie Owernia-Rodan-Alpy, przy granicy z Włochami. Szczyt można zdobyć drogą z miejscowości Valloire.